# East Bank (Virginia Occidentale)
East Bank è una città degli Stati Uniti d'America, situata nello Stato della Virginia Occidentale e in particolare nella Contea di Kanawha, lungo il corso del Kanawha River. In passato era conosciuta con i nomi di Hampton e Pryor.